# Shavrov Sh-2
El Shavrov Sh-2 era un hidroavión anfibio construido en la Unión Soviética durante los años 1930. Empleado en multitud de cometidos como en la vigilancia de recursos pesqueros, transporte utilitario, enlace, entrenamiento y ambulancia. Fue el primer hidroplano soviético producido en serie. Desarrollo del prototipo Sh-1 con mayores dimensiones y potencia motriz, se construyeron algo más de 700, sirviendo con éxito durante más de 32 años en funciones civiles y militares.

## Desarrollo
Basado en el previo Sh-1, que no pasó de la fase de prototipo, el Sh-2 era un diseño sesquiplano, con el plano embrionario inferior equipado con los flotadores auxiliares, que contienen los tanques de combustible. El tren de aterrizaje convencional consiste en dos ruedas a ambos lados del fuselaje que pueden deslizarse manualmente a lo alto del mismo para permitir el amerizaje, complementadas con un patín de cola. En caso necesario las ruedas pueden sustituirse por patines. En el plano parasol superior, plegable, está instalado el motor, equipado con una hélice bipala. El Sh-2 compartía varios elementos con el Polikarpov Po-2, como, entre otros, ruedas, motor y hélice. 
El primer ejemplar voló el 11 de noviembre de 1930, llevándose a cabo las pruebas finales en la primavera del año siguiente, y ordenándose su puesta en producción, que duró hasta 1934. En 1939 el aparato era considerado todavía útil, por lo que en las plantas de reparación de Aeroflot se continuó la producción a partir de piezas de recambio; su producción se estima entre los 300 y 700 (según fuentes) aparatos, estando en servicio hasta 1964.

## Empleo
La versatilidad del Sh-2 le permitió ser empleado en multitud de cometidos. Eminentemente un avión de entrenamiento, también fue empleado como avión de reconocimiento, avión de enlace e incluso como ambulancia aérea designado Sh-2S, con 16 aparatos modificados especialmente para esta labor; también fue utilizado en operaciones en el Ártico. Las versiones de posguerra emplearon modelos más potentes de su motor radial de cinco cilindros Shvetsov M-11 , que si bien no incrementaron la velocidad máxima sí consiguieron un sensible aumento en el peso al despegue y la autonomía de vuelo. En caso necesario, un Sh-2 podía permanecer en vuelo hasta 11 horas.

## Variantes
Sh-1
Modelo inicial, prototipo único. El Sh-1 fue creado artesanalmente por Vadim Shavrov en Leningrado entre 1928 y 1929. Realizado en madera, era un hidrocanoa triplaza al que posteriormente, se le adaptó un tren de aterrizaje para convertirlo en anfibio. Estaba propulsado por un motor radial checoslovaco Walter NZ-85 de 63 kW (85 hp). Tras ser finalizado en mayo de 1929, Shavrov voló desde Leningrado a Moscú, donde se le realizaron pruebas de vuelo, tras las cuales se le ordenó regresar a Leningrado y desarrollar un aparato más potente, el Sh-2.
Sh-2
Modelo de serie
Sh-2S
16 ejemplares utilizados como ambulancias, con capacidad para uno o dos pacientes en camillas
Sh-2bis
Modelo con motor potenciado, cabina cerrada y otras mejoras

## Especificaciones
Referencia datos: 

### Características generales
- Tripulación: 2
- Longitud: 8,30 m
- Envergadura: 13,00 m
- Superficie alar: 24,70 m²
- Peso vacío: 660 kg
- Peso máximo al despegue: 940 kg
- Planta motriz: 1× Motor radial Shvetsov M-11.
  - Potencia: 75 kW 100 hp
- Hélices: 1× bipala por motor.

### Rendimiento
- Velocidad nunca excedida (Vne): 140 km/h
- Alcance: 1.300 km
- Techo de vuelo: 3.850 m